# Deutsche Nationalmannschaft bei der Internationalen Sechstagefahrt

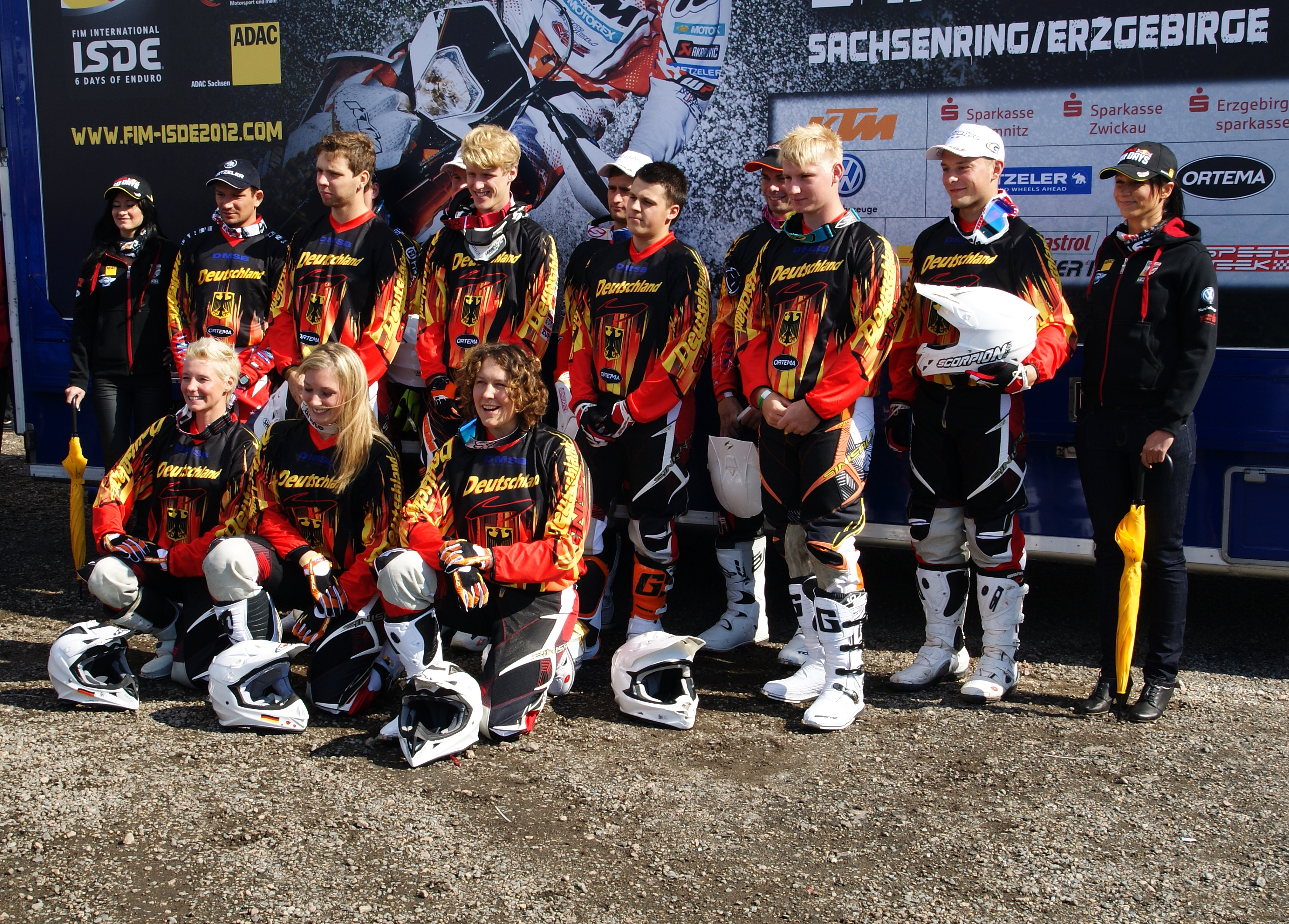
Deutsche Nationalmannschaften bei der 87. Internationalen Sechstagefahrt

Die deutsche Nationalmannschaften bei der Internationalen Sechstagefahrt sind eine Auswahl von deutschen Fahrern und Fahrerinnen für die Nationenwertungen dieses Wettbewerbes.
Entsprechend den Regelungen für die Sechstagefahrt werden Nationalmannschaften für die Wertung um die Trophy (heute World Trophy), die Silbervase (heute Junior Trophy) und die Womens Trophy zugelassen. Der Umfang der Mannschaften und die Regularien für die Teilnahme änderten sich mehrmals im Laufe der Zeit.
Auf Grund der engen Verbindung mit der Motorradindustrie und der auch häufig geringen finanziellen Unterstützungen durch die Sportverbände wurden vielfach Nationalteams gestellt, die nur Motorräder einer Marke fuhren. Dies hatte zur Folge, dass nicht in jedem Jahr die besten deutschen Fahrer in der Nationalmannschaft vertreten waren.
Nachdem Deutschland Ende 1924 in den Motorradverband FICM aufgenommen worden war, nahmen im folgenden Jahr erstmals deutsche Fahrer an der Sechstagefahrt teil. 1926 gewann Rudolf Schleicher erstmals eine Goldmedaille. 1927 startete eine deutsche Mannschaft in der Trophy-Wertung mit den drei DKW-Fahrern Heinrich Roßner, Hermann Roßner und Curt Weichelt. Der erste Sieg einer deutschen Trophy-Mannschaft gelang 1933 Ernst Jakob Henne, Josef Stelzer, Josef Mauermayer und Wiggerl Kraus auf BMW. Dieser Titel konnte in den beiden folgenden Jahren verteidigt werden.
Nach dem Zweiten Weltkrieg starteten erstmals 1951 mit Fahrern aus der Bundesrepublik wieder Deutsche bei den Six Days. Die Mannschaft aus der Bundesrepublik Deutschland gewann dann 1955 und 1957 die Trophy-Wertung. 1958 nahm erstmals eine Trophy-Mannschaft aus der DDR bei der Sechstagefahrt teil.
Im folgenden Jahrzehnt dominierten die deutschen Mannschaften die Sechstagefahrt. In den Jahren zwischen 1963 und 1969 gewannen die DDR-Mannschaften sechsmal die Trophy-Wertung und zweimal die Silbervasen-Wertung. Die Mannschaften aus der Bundesrepublik gewannen 1968 die Trophy-Wertung und dreimal die Silbervasen-Wertung.
Auch in den 1970er und 1980er Jahren waren die beiden deutschen Mannschaften vielfach auf Podestplätzen zu finden. Die Trophy-Mannschaft der Bundesrepublik Deutschland gewann 1975 und 1976. Zwischen 1982 und 1987 gewannen die Silbervasen- bzw. Juniorenteams aus der DDR viermal diesen Wettbewerb. 1987 gelang der letzte deutsche Sieg den Mannschaften aus der DDR, die die Trophy- und Juniorenwertung gewannen.
1991 starteten erstmals wieder gemeinsame deutsche Mannschaften in der Trophy- und der Junioren-Wertung. An die Erfolge der Vorjahre konnte bisher nicht angeknüpft werden.
Bei der 87. Internationalen Sechstagefahrt in Sachsen erreichte das Frauen-Team einen zweiten Platz. Damit stand erstmals wieder seit 1991 eine deutsche Mannschaft auf dem Podest. In den Jahren 2016 und 2019 gelang den Frauen-Teams in dritter bzw. zweiter Platz.

## 1913–1939
| Jahr                    | Trophy                                                                                                 | Silbervase                                                                                          |
| ----------------------- | --- | --------------------------------------------------------------------------------------------------- |
| 1913                    | keine Teilnahme                                                                                        | |
|                         | | |
| 1920                    | keine Teilnahme                                                                                        | |
| {\displaystyle \vdots } | keine Teilnahme                                                                                        | |
| 1924                    | keine Teilnahme                                                                                        | keine Teilnahme                                                                                     |
| 1925                    | 4. Alfred Oberländer (Victoria) Theo Schwarz (NSU) Curt Weichelt (D-Rad)                               | |
| 1926                    | 3. (A-Mannschaft) Rudolf Schleicher (BMW) Fritz Roth (BMW) Gustav Gubela (Mabeco)                      | 5. (A-Mannschaft) Rudolf Schleicher (BMW) Fritz Roth (BMW) Gustav Gubela (Mabeco)                   |
| 1926                    | 4. (B-Mannschaft) Karl Kolmsperger (Zündapp) C. Huslein (Zündapp) C. Birnholz (Mabeco)                 | 8. (B-Mannschaft) Karl Kolmsperger (Zündapp) C. Huslein (Zündapp) C. Birnholz (Mabeco)              |
| 1927                    | 3. Heinrich Roßner (DKW) Hermann Roßner (DKW) Curt Weichelt (DKW)                                      | 5. Heinrich Roßner (DKW) Hermann Roßner (DKW) Alfred Paster (D-Rad)                                 |
| 1928                    | keine Teilnahme                                                                                        | keine Teilnahme                                                                                     |
| 1929                    | 2. Hans Soenius (BMW) Ernst Jakob Henne (BMW) Robert Trapp (Victoria)                                  | 16. (A-Mannschaft) Max Polster (D-Rad) Erich Pätzold (NSU) Kurt Friedrich (DKW)                     |
| 1929                    | 2. Hans Soenius (BMW) Ernst Jakob Henne (BMW) Robert Trapp (Victoria)                                  | 9. (B-Mannschaft) Paul Rüttchen (Standard) Julius von Krohn (Zündapp) Georg Thumshirn (Ardie)       |
| 1930                    | keine Teilnahme                                                                                        | keine Teilnahme                                                                                     |
| 1931                    | 2. Ernst Jakob Henne (BMW) Julius von Krohn (Zündapp) Josef Mauermayer/Wiggerl Kraus (BMW)             | 3. Hans Hieronymus (Zündapp) Josef Stelzer (BMW) Johannes Mittenzwei/Käthe Mittenzwei (Zündapp)     |
| 1932                    | 4. Ernst Jakob Henne (BMW) Josef Stelzer (BMW) Josef Mauermayer/Wiggerl Kraus (BMW)                    | 3. (A-Mannschaft) Georg Thumshirn (Ardie) Hans Thumshirn (Ardie) Konrad Thumshirn (Ardie)           |
| 1932                    | 4. Ernst Jakob Henne (BMW) Josef Stelzer (BMW) Josef Mauermayer/Wiggerl Kraus (BMW)                    | 12. (B-Mannschaft) Paul Rüttchen (NSU) Hermann Dunz (NSU) Paul Oettinger (NSU)                      |
| 1933                    | 1. Ernst Jakob Henne (BMW R 16) Josef Stelzer (BMW R 16) Josef Mauermayer (BMW)                        | 4. (A-Mannschaft) Paul Rüttchen (NSU) Heiner Fleischmann (NSU) Paul Oettinger (NSU)                 |
| 1933                    | 1. Ernst Jakob Henne (BMW R 16) Josef Stelzer (BMW R 16) Josef Mauermayer (BMW)                        | 7. (B-Mannschaft) Herbert Kirchberg (DKW) Arthur Müller (DKW) Fritz Trägner (DKW)                   |
| 1934                    | 1. Ernst Jakob Henne (BMW) Josef Stelzer (BMW) Josef Mauermayer (BMW)                                  | 11. (A-Mannschaft) Arthur Geiss (DKW) Arthur Müller (DKW) Walfried Winkler (DKW)                    |
| 1934                    | 1. Ernst Jakob Henne (BMW) Josef Stelzer (BMW) Josef Mauermayer (BMW)                                  | 4. (B-Mannschaft) Paul Rüttchen (NSU) Nikolaus Schmitt (NSU) Hans Soenius (NSU)                     |
| 1935                    | 1. Ernst Jakob Henne (BMW) Josef Stelzer (BMW) Wiggerl Kraus/Josef Müller (BMW)                        | 1. (A-Mannschaft) Arthur Geiss (DKW SS 250) Walfried Winkler (DKW SS 250) Ewald Kluge (DKW SS 250)  |
| 1935                    | 1. Ernst Jakob Henne (BMW) Josef Stelzer (BMW) Wiggerl Kraus/Josef Müller (BMW)                        | 4. (B-Mannschaft) Paul Rüttchen (NSU) Rudi Knees (NSU) Hans Soenius (NSU)                           |
| 1936                    | 2. Ernst Jakob Henne (BMW 500) Josef Stelzer (BMW 500) Wiggerl Kraus/Josef Müller (BMW 600 SW)         | 14. (A-Mannschaft) Arthur Geiss (DKW SS 250) Walfried Winkler (DKW SS 250) Ewald Kluge (DKW SS 250) |
| 1936                    | 2. Ernst Jakob Henne (BMW 500) Josef Stelzer (BMW 500) Wiggerl Kraus/Josef Müller (BMW 600 SW)         | 5. (B-Mannschaft) Heiner Fleischmann (NSU 350) Rudi Knees (NSU 350) Willi Pfeiffer (NSU 350)        |
| 1937                    | 2. Georg Meier (BMW) Josef Stelzer (BMW) Wiggerl Kraus/Josef Müller (BMW)                              | 3. (A-Mannschaft) Rudolf Seltsam (Zündapp) E. Schäfer (Zündapp) F. Mayer (Zündapp)                  |
| 1937                    | 2. Georg Meier (BMW) Josef Stelzer (BMW) Wiggerl Kraus/Josef Müller (BMW)                              | 2. (B-Mannschaft) Josef Forstner (BMW) Fritz Linhardt (BMW) A. Möhrke (BMW)                         |
| 1938                    | 3. Walter Fähler (DKW) Hermann Scherzer (DKW) Rudolf Demelbauer (DKW) Wiggerl Kraus/Josef Müller (BMW) | 1. (A-Mannschaft) Georg Meier (BMW) Rudolf Seltsam (BMW) Josef Forstner (BMW)                       |
| 1938                    | 3. Walter Fähler (DKW) Hermann Scherzer (DKW) Rudolf Demelbauer (DKW) Wiggerl Kraus/Josef Müller (BMW) | 10. (B-Mannschaft) Rudi Grenz (Zündapp) Josef Hecker (Zündapp) Julius von Krohn (Zündapp)           |
| 1939                    | Walter Fähler (DKW) Rudolf Seltsam (BMW) Otto Sensburg (DKW) Josef Müller/Josef Mayerhofer (BMW)       | (A-Mannschaft) Josef Forstner (BMW) Fritz Linhardt (BMW) Hans Lodermeier (BMW)                      |
| 1939                    | Walter Fähler (DKW) Rudolf Seltsam (BMW) Otto Sensburg (DKW) Josef Müller/Josef Mayerhofer (BMW)       | (B-Mannschaft) Wolfgang Denzel (BMW) A. Gruber (BMW) Wolfgang Milenkovics (Puch)                    |

## 1947–1990
| Jahr                    | Bundesrepublik Deutschland | Bundesrepublik Deutschland | Deutsche Demokratische Republik | Deutsche Demokratische Republik |
| Jahr                    | World Trophy | Silbervase | World Trophy | Silbervase |
| ----------------------- | --- | --- | --- | --- |
| 1947                    | keine Teilnahme einer deutschen Mannschaft | keine Teilnahme einer deutschen Mannschaft | keine Teilnahme einer deutschen Mannschaft | keine Teilnahme einer deutschen Mannschaft |
| {\displaystyle \vdots } | keine Teilnahme einer deutschen Mannschaft | keine Teilnahme einer deutschen Mannschaft | keine Teilnahme einer deutschen Mannschaft | keine Teilnahme einer deutschen Mannschaft |
| 1950                    | keine Teilnahme einer Mannschaft der BRD | keine Teilnahme einer Mannschaft der BRD | keine Teilnahme einer Mannschaft der DDR | keine Teilnahme einer Mannschaft der DDR |
| 1951                    | keine Teilnahme einer Mannschaft der BRD | keine Teilnahme einer Mannschaft der BRD | keine Teilnahme einer Mannschaft der DDR | keine Teilnahme einer Mannschaft der DDR |
| 1952                    | 5. Otto Kollmar (NSU-Fox 98) Gerd Reinhardt (NSU-Fox 98) Robert Dollmann (NSU-Fox 98) Ulrich Pohl (Maico 173) Hans Danger (Maico 173)                                                    | 2. Hans Roth (BMW 590) Walter Zeller (BMW 590) Georg Meier (BMW 590)                                                                                       | keine Teilnahme einer Mannschaft der DDR | keine Teilnahme einer Mannschaft der DDR |
| 1953                    | 3. Georg Meier (BMW 590) Ulrich Pohl (Maico 175) Hans Roth (BMW 590) Karl-Ludwig Westphal (Maico 175) Walter Zeller (BMW 590)                                                            | 11. Walter Aukthun (Maico 175) Ulrich Krämer (Adler 247) Harald Oelerich (Horex 342)                                                                       | keine Teilnahme einer Mannschaft der DDR | keine Teilnahme einer Mannschaft der DDR |
| 1954                    | 6. Hans Best (Hecker 244) Ernst Deike (Maico 175) Ulrich Pohl (Maico 175) Max Stecher (NSU-Max 247) Karl-Ludwig Westphal (NSU-Max 247)                                                   | 10. (A-Mannschaft) Manfred Frey (NSU 247) Otto Haas (NSU 247) Werner Sautter/Karl-Heinz Piwon (NSU 247)                                                    | keine Teilnahme einer Mannschaft der DDR | keine Teilnahme einer Mannschaft der DDR |
| 1954                    | 6. Hans Best (Hecker 244) Ernst Deike (Maico 175) Ulrich Pohl (Maico 175) Max Stecher (NSU-Max 247) Karl-Ludwig Westphal (NSU-Max 247)                                                   | 12. (B-Mannschaft) Gerhard Bodmer (DKW 174) Udo Feser (DKW 174) Karl Finkenzeller (DKW 174)                                                                | keine Teilnahme einer Mannschaft der DDR | keine Teilnahme einer Mannschaft der DDR |
| 1955                    | 1. Johann Abt (DKW RT 175 S) Otto Brack (DKW RT 175 S) Udo Feser (DKW RR 175 S) Ernst Deike (Maico 172) Volker von Zitzewitz (Maico 245)                                                 | 11. (A-Mannschaft) Hans Meier (BMW 490) Hans Roth (BMW 490) Ludwig Kraus/Bernhard Huser (BMW 596)                                                          | keine Teilnahme einer Mannschaft der DDR | keine Teilnahme einer Mannschaft der DDR |
| 1955                    | 1. Johann Abt (DKW RT 175 S) Otto Brack (DKW RT 175 S) Udo Feser (DKW RR 175 S) Ernst Deike (Maico 172) Volker von Zitzewitz (Maico 245)                                                 | 3. (B-Mannschaft) Otto Haas (NSU 247) Manfred Frey (NSU 247) Karl-Ludwig Westphal (NSU 247)                                                                | keine Teilnahme einer Mannschaft der DDR | keine Teilnahme einer Mannschaft der DDR |
| 1956                    | 5. Gerhard Bodmer (DKW 174) Volker von Zitzewitz (Maico 245) Ernst Deike (Maico 174) Johann Abt (DKW 123) Udo Feser (DKW 123) Konrad Wellnhofer (Maico 250)                              | 2. (A-Mannschaft) Manfred Frey (NSU 247) Karl-Ludwig Westphal (NSU 297) Otto Haas (NSU 247) Max Stecher (NSU 297)                                          | keine Teilnahme einer Mannschaft der DDR | keine Teilnahme einer Mannschaft der DDR |
| 1956                    | 5. Gerhard Bodmer (DKW 174) Volker von Zitzewitz (Maico 245) Ernst Deike (Maico 174) Johann Abt (DKW 123) Udo Feser (DKW 123) Konrad Wellnhofer (Maico 250)                              | 14. (B-Mannschaft) Erich Zellhöfer (Triumph 175) Willi Brösamle (Hercules-Sachs 173) Richard Heßler (Zündapp 245) Heinz Mayer (Victoria 350)               | keine Teilnahme einer Mannschaft der DDR | keine Teilnahme einer Mannschaft der DDR |
| 1957                    | 1. Lorenz Specht (Zündapp 175) Richard Heßler (Zündapp 250) Gernot Leistner (Zündapp 262) Walter Aukthun (Maico 175) Klaus Kämper (Maico 250) Volker von Zitzewitz (Maico 277)           | 6. (A-Mannschaft) Johann Abt (DKW 125) Heinz Klingenschmidt (DKW 125) Albert Seitz (DKW 175) Manfred Sensburg (DKW 250)                                    | keine Teilnahme einer Mannschaft der DDR | keine Teilnahme einer Mannschaft der DDR |
| 1957                    | 1. Lorenz Specht (Zündapp 175) Richard Heßler (Zündapp 250) Gernot Leistner (Zündapp 262) Walter Aukthun (Maico 175) Klaus Kämper (Maico 250) Volker von Zitzewitz (Maico 277)           | 12. (B-Mannschaft) Heinz Kammler (Zündapp 175) Gerd Lohse (Zündapp 175) Anton Sick (Zündapp 250) Emil Wirnitzer (Express-Radex 175)                        | keine Teilnahme einer Mannschaft der DDR | keine Teilnahme einer Mannschaft der DDR |
| 1958                    | 3. Richard Heßler (Zündapp 247) Lorenz Specht (Zündapp 174) Gernot Leistner (Zündapp 262) Klaus Kämper (Maico 173) Walter Aukthun (Maico 247) Volker von Zitzewitz (Maico 277)           | 15. (A-Mannschaft) Alfred Hartner (BMW 490) Hans Meier (BMW 490) Sebastian Nachtmann (BMW 245) Konrad Wellnhofer (BMW 245)                                 | 4. Hellmuth Hermann (MZ ES 175) Hans Fischer (MZ ES 250) Lothar Bock (Simson 250) Helmut Amthor (Simson 350) Werner Stiegler (MZ ES 175) Fred Willamowski (MZ ES 295)                  | 10. Berthold Trappe (Jawa-CZ 175) Günter Clarinc (Simson 250) Dieter Kaluscha (MZ ES 250) Woldemar Lange (MZ ES 250)                                 |
| 1958                    | 3. Richard Heßler (Zündapp 247) Lorenz Specht (Zündapp 174) Gernot Leistner (Zündapp 262) Klaus Kämper (Maico 173) Walter Aukthun (Maico 247) Volker von Zitzewitz (Maico 277)           | 5. (B-Mannschaft) Johann Abt (DKW 174) Heinz Klingenschmidt (DKW 125) Lorenz Müller (DKW 248) Albert Seitz (DKW 174)                                       | 4. Hellmuth Hermann (MZ ES 175) Hans Fischer (MZ ES 250) Lothar Bock (Simson 250) Helmut Amthor (Simson 350) Werner Stiegler (MZ ES 175) Fred Willamowski (MZ ES 295)                  | 10. Berthold Trappe (Jawa-CZ 175) Günter Clarinc (Simson 250) Dieter Kaluscha (MZ ES 250) Woldemar Lange (MZ ES 250)                                 |
| 1959                    | 6. Richard Heßler (Zündapp 250) Eberhard Graf (Zündapp 350) Heinz Klingenschmidt (DKW 125) Klaus Kämper (Maico 175) Lorenz Specht (Zündapp 175) Volker von Zitzewitz (Maico 250)         | 8. (A-Mannschaft) Johann Abt (DKW RT 175) Günther Dotterweich (DKW RT 125) Albert Seitz (DKW RT 175) Manfred Sensburg (DKW RT 250)                         | 3. Helmut Amthor (Simson GS 350) Horst Liebe (MZ 250) Hellmuth Hermann (MZ 175) Werner Stiegler (MZ 175) Gottfried Polan (Simson GS 250)                                               | 14. (A-Mannschaft) Erich Kypke (MZ ES 250) Hans-Joachim Sell (MZ ES 250) Werner Salevsky (MZ 175) Karl-Heinz Schmieder (MZ ES 250)                   |
| 1959                    | 6. Richard Heßler (Zündapp 250) Eberhard Graf (Zündapp 350) Heinz Klingenschmidt (DKW 125) Klaus Kämper (Maico 175) Lorenz Specht (Zündapp 175) Volker von Zitzewitz (Maico 250)         | 7. (B-Mannschaft) Karl Wessel (Hercules-Sachs 100) Werner Schell (Hercules-Sachs 100) Lorenz Müller (Hercules-Sachs 175) Fritz Witzel (Hercules-Sachs 175) | 3. Helmut Amthor (Simson GS 350) Horst Liebe (MZ 250) Hellmuth Hermann (MZ 175) Werner Stiegler (MZ 175) Gottfried Polan (Simson GS 250)                                               | 10. (B-Mannschaft) Eckard Tietz (MZ ES 250) Horst Kahl (MZ ES 250) Horst Schmerze (Simson GS 250) Fred Willamowski (MZ ES 350)                       |
| 1960                    | 7. Volker von Zitzewitz (Maico 277) Lorenz Müller (Hercules-Sachs 97) Fritz Witzel (Hercules 173) Richard Heßler (Zündapp 248) Manfred Schiek (Maico 247) Erwin Schmieder (NSU Max 297)  | 18. (A-Mannschaft) Karl Augustin (DKW RT 175) Günther Dotterweich (DKW RT 125) Heinz Klingenschmidt (DKW RT 125) Manfred Sensburg (DKW RT 250)             | 5. Horst Lohr (MZ ES 175) Erich Kypke (MZ ES 250) Werner Salevsky (MZ ES 250) Fred Willamowski (MZ ES 300) Horst Liebe (MZ ES 300) Werner Stiegler (MZ ES 175)                         | 6. (A-Mannschaft) Lothar Bock (Simson GS 248) Horst Schmerze (Simson GS 248) Hans-Joachim Wilke (Simson 344) Helmut Amthor (Simson GS 348)           |
| 1960                    | 7. Volker von Zitzewitz (Maico 277) Lorenz Müller (Hercules-Sachs 97) Fritz Witzel (Hercules 173) Richard Heßler (Zündapp 248) Manfred Schiek (Maico 247) Erwin Schmieder (NSU Max 297)  | 3. (B-Mannschaft) Heinz Liedl (Puch 125) Hans Lippl (Hercules 97) Sebastian Nachtmann (BMW 590) Lorenz Specht (Zündapp 248)                                | 5. Horst Lohr (MZ ES 175) Erich Kypke (MZ ES 250) Werner Salevsky (MZ ES 250) Fred Willamowski (MZ ES 300) Horst Liebe (MZ ES 300) Werner Stiegler (MZ ES 175)                         | 12. (B-Mannschaft) Günther Frankenstein (MZ ES 250) Werner Heuler (MZ ES 250) Dieter Kley (MZ ES 250) Gottfried Pohlan (Simson GS 348)               |
| 1961                    | 1. Günter Dotterweich (Maico 250) Richard Heßler (Zündapp 247) Lorenz Müller (Hercules 175) Sebastian Nachtmann (BMW 590) Erwin Schmider (NSU 297) Lorenz Specht (Zündapp 174)           | 6. (A-Mannschaft) Karl Augustin (Hercules 175) Fritz Nödinger (Maico 350) Albert Seitz (Zündapp 247) Fritz Witzel (Hercules 175)                           | Die DDR-Fahrer erhielten durch das Alliierte Reiseamt keine Einreisegenehmigung ins Vereinigte Königreich.                                                                             | Die DDR-Fahrer erhielten durch das Alliierte Reiseamt keine Einreisegenehmigung ins Vereinigte Königreich.                                           |
| 1961                    | 1. Günter Dotterweich (Maico 250) Richard Heßler (Zündapp 247) Lorenz Müller (Hercules 175) Sebastian Nachtmann (BMW 590) Erwin Schmider (NSU 297) Lorenz Specht (Zündapp 174)           | 9. (B-Mannschaft) Hans-Georg Anscheidt (Kreidler 50) Heinz Liedl (Puch 173) Heribert Schek (Puch 280) Werner Schell (Hercules 98)                          | Die DDR-Fahrer erhielten durch das Alliierte Reiseamt keine Einreisegenehmigung ins Vereinigte Königreich.                                                                             | Die DDR-Fahrer erhielten durch das Alliierte Reiseamt keine Einreisegenehmigung ins Vereinigte Königreich.                                           |
| 1962                    | 6. Günter Dotterweich (Maico 250) Richard Heßler (Zündapp 250) Lorenz Müller (Hercules 175) Sebastian Nachtmann (BMW 750) Erwin Schmider (NSU 350) Lorenz Specht (Zündapp 175)           | 17. (A-Mannschaft) Alfred Lehner (Hercules 100) Karl Augustin (Hercules 175) Heribert Schek (Maico 350) Klaus Kämper (Maico 250)                           | Die DDR-Fahrer erhielten durch das Alliierte Reiseamt keine Einreisegenehmigung in die Bundesrepublik.                                                                                 | Die DDR-Fahrer erhielten durch das Alliierte Reiseamt keine Einreisegenehmigung in die Bundesrepublik.                                               |
| 1962                    | 6. Günter Dotterweich (Maico 250) Richard Heßler (Zündapp 250) Lorenz Müller (Hercules 175) Sebastian Nachtmann (BMW 750) Erwin Schmider (NSU 350) Lorenz Specht (Zündapp 175)           | 1. (B-Mannschaft) Horst Rothermund (Kreidler 50) Heinz Klingenschmidt (Victoria 75) Volker Kramer (Zündapp 100) Günter Sengfelder (Zündapp 50)             | Die DDR-Fahrer erhielten durch das Alliierte Reiseamt keine Einreisegenehmigung in die Bundesrepublik.                                                                                 | Die DDR-Fahrer erhielten durch das Alliierte Reiseamt keine Einreisegenehmigung in die Bundesrepublik.                                               |
| 1963                    | 5. Günter Dotterweich (DKW 100) Richard Heßler (Zündapp 250) Lorenz Müller (Hercules 175) Sebastian Nachtmann (BMW 750) Erwin Schmider (NSU 350) Lorenz Specht (Zündapp 175)             | 11. (A-Mannschaft) Volker Kramer (Zündapp 100) Horst Rothermund (Kreidler 50) Werner Schell (Victoria 50) Günter Sengfelder (Zündapp 50)                   | 1. Günter Baumann (MZ 350) Peter Uhlig (MZ 175) Hans Weber (MZ 250) Horst Lohr (MZ 175) Bernd Uhlmann (MZ 350) Werner Salevsky (MZ 250)                                                | 8. (A-Mannschaft) Günter Frankenstein (MZ 175) Lothar Schünemann (MZ 175) Werner Stiegler (MZ 175) Hans-Joachim Wilke (MZ 350)                       |
| 1963                    | 5. Günter Dotterweich (DKW 100) Richard Heßler (Zündapp 250) Lorenz Müller (Hercules 175) Sebastian Nachtmann (BMW 750) Erwin Schmider (NSU 350) Lorenz Specht (Zündapp 175)             | 14. (B-Mannschaft) Karl Augustin (Hercules 100) Klaus Kämper (Zündapp 100) Alfred Lehner (Hercules 100) Ferdinand Schmalz (DKW 125)                        | 1. Günter Baumann (MZ 350) Peter Uhlig (MZ 175) Hans Weber (MZ 250) Horst Lohr (MZ 175) Bernd Uhlmann (MZ 350) Werner Salevsky (MZ 250)                                                | 4. (B-Mannschaft) Horst Golz (MZ 250) Klaus Halser (MZ 175) Klaus Teuchert (MZ 175) Karlheinz Wagner (MZ 250)                                        |
| 1964                    | keine Teilnahme einer BRD-Mannschaft | keine Teilnahme einer BRD-Mannschaft | 1. Horst Lohr (MZ ETS 175) Peter Uhlig (MZ ETS 175) Werner Salevsky (MZ ETS 250) Hans Weber (MZ ETS 250) Günter Baumann (MZ ETS 350) Bernd Uhlmann (MZ ETS 350)                        | 2. (A-Mannschaft) Klaus Halser (MZ ETS 175) Werner Stiegler (MZ ETS 175) Karlheinz Wagner (MZ ETS 250) Hans-Joachim Wilke (MZ ETS 350)               |
| 1964                    | keine Teilnahme einer BRD-Mannschaft | keine Teilnahme einer BRD-Mannschaft | 1. Horst Lohr (MZ ETS 175) Peter Uhlig (MZ ETS 175) Werner Salevsky (MZ ETS 250) Hans Weber (MZ ETS 250) Günter Baumann (MZ ETS 350) Bernd Uhlmann (MZ ETS 350)                        | 1. (B-Mannschaft) Siegfried Rauhut (Simson GS 50) Gottfried Pohlan (Simson GS 75) Lothar Schünemann (Simson GS 75) Ewald Schneidewind (Simson GS 75) |
| 1965                    | 5. Sebastian Nachtmann (BMW 590) Heinz Brinkmann (Hercules 49) Günther Dotterweich (Victoria 74) Lorenz Müller (Hercules 97) Günter Sengfelder (Zündapp 49) Lorenz Specht (Zündapp 123)  | 2. (A-Mannschaft) Siegfried Gienger (Zündapp) Richard Hessler (Zündapp) Alfred Lehner (Zündapp) Rolf Witthöft (Hercules)                                   | 1. Horst Lohr (MZ ETS 175) Peter Uhlig (MZ ETS 175) Karlheinz Wagner (MZ ETS 250) Hans Weber (MZ ETS 250) Werner Salevsky (MZ ETS 300) Bernd Uhlmann (MZ ETS 300)                      | 1. (A-Mannschaft) Werner Stiegler (MZ ETS 175) Klaus Teuchert (MZ ETS 175) Horst Golz (MZ ETS 175) Günter Baumann (MZ ETS 300)                       |
| 1965                    | 5. Sebastian Nachtmann (BMW 590) Heinz Brinkmann (Hercules 49) Günther Dotterweich (Victoria 74) Lorenz Müller (Hercules 97) Günter Sengfelder (Zündapp 49) Lorenz Specht (Zündapp 123)  | 8. (B-Mannschaft) Fritz Nödinger (Maico) Heribert Schek (Maico) Erwin Schmider (NSU) Manfred Sensburg (BMW)                                                | 1. Horst Lohr (MZ ETS 175) Peter Uhlig (MZ ETS 175) Karlheinz Wagner (MZ ETS 250) Hans Weber (MZ ETS 250) Werner Salevsky (MZ ETS 300) Bernd Uhlmann (MZ ETS 300)                      | 6. (B-Mannschaft) Gottfried Pohlan (Simson) Siegfried Rauhut (Simson) Lothar Schünemann (Simson) Ewald Schneidewind (Simson)                         |
| 1966                    | 3. Karl Augustin (Hercules 100) Heinz Brinkmann (Hercules 50) Siegfried Gienger (Zündapp 100) Volker Kramer (Zündapp 50) Lorenz Müller (Hercules 125) Lorenz Specht (Zündapp 125)        | 14. (A-Mannschaft) Wilfried Behrens (Husqvarna 250) Heribert Schek (BMW 750) Fritz Nödinger (Maico 500) Günther Dotterweich (Victoria 75)                  | 1. Horst Lohr (MZ ETS 175) Peter Uhlig (MZ ETS 175) Karlheinz Wagner (MZ ETS 350) Hans Weber (MZ ETS 250) Werner Salevsky (MZ ETS 250) Klaus Teuchert (MZ ETS 350)                     | 2. (A-Mannschaft) Günter Baumann (MZ 350) Klaus Halser (MZ 175) Bernd Uhlmann (MZ 350) Werner Stiegler (MZ 175)                                      |
| 1966                    | 3. Karl Augustin (Hercules 100) Heinz Brinkmann (Hercules 50) Siegfried Gienger (Zündapp 100) Volker Kramer (Zündapp 50) Lorenz Müller (Hercules 125) Lorenz Specht (Zündapp 125)        | 1. (B-Mannschaft) Norbert Gabler (Hercules 50) Klaus Kämper (Zündapp 75) Dieter Kramer (Zündapp 125) Erwin Schmider (Zündapp 100)                          | 1. Horst Lohr (MZ ETS 175) Peter Uhlig (MZ ETS 175) Karlheinz Wagner (MZ ETS 350) Hans Weber (MZ ETS 250) Werner Salevsky (MZ ETS 250) Klaus Teuchert (MZ ETS 350)                     | 15. (B-Mannschaft) Horst Golz (Simson 75) Dieter Salevsky (Simson 50) Lothar Schünemann (Simson 75) Ewald Schneidewind (Simson 75)                   |
| 1967                    | 6. Norbert Gabler (Hercules 75) Erwin Schmider (Zündapp 75) Siegfried Gienger (Zündapp 100) Dieter Kramer (Zündapp 125) Rolf Witthöft (Hercules 100) Lorenz Specht (Zündapp 125)         | 13. (A-Mannschaft) Volker Kramer (Zündapp 50) Alfred Lehner (Hercules 50) Günter Sengfelder (Zündapp 50) Günther Dotterweich (Hercules 125)                | 1. Peter Uhlig (MZ 175) Hans Weber (MZ 250) Werner Salevsky (MZ 250) Karlheinz Wagner (MZ 350) Klaus Teuchert (MZ 350) Klaus Halser (MZ 175)                                           | 2. (A-Mannschaft) Günter Baumann (MZ 350) Horst Lohr (MZ 175) Bernd Uhlmann (MZ 350) Lothar Spingat (MZ 250)                                         |
| 1967                    | 6. Norbert Gabler (Hercules 75) Erwin Schmider (Zündapp 75) Siegfried Gienger (Zündapp 100) Dieter Kramer (Zündapp 125) Rolf Witthöft (Hercules 100) Lorenz Specht (Zündapp 125)         | 3. (B-Mannschaft) Richard Hessler (Zündapp 75) Klaus Kämper (Zündapp 75) Hans Trinkner (Hercules 125) Heribert Schek (Maico 500)                           | 1. Peter Uhlig (MZ 175) Hans Weber (MZ 250) Werner Salevsky (MZ 250) Karlheinz Wagner (MZ 350) Klaus Teuchert (MZ 350) Klaus Halser (MZ 175)                                           | 15. (B-Mannschaft) Roland Stubenrauch (Simson 75) Dieter Salevsky (Simson 75) Lothar Schünemann (Simson 75) Ewald Schneidewind (Simson 50)           |
| 1968                    | 1. Andreas Brandl (Zündapp 50) Heinz Brinkmann (Zündapp 75) Siegfried Gienger (Zündapp 100) Dieter Kramer (Zündapp 125) Volker Kramer (Zündapp 50) Lorenz Specht (Zündapp 100)           | 9. (A-Mannschaft) Norbert Gabler (Puch 99) Erwin Schmider (Jawa 402) Rolf Witthöft (Puch 125) Heribert Schek (Jawa 344)                                    | 4. Peter Uhlig (MZ ETS 175) Hans Weber (MZ ETS 250) Klaus Halser (MZ ETS 250) Karlheinz Wagner (MZ ETS 350) Fred Willamowski (MZ ETS 350) Werner Salevsky (MZ ETS 360)                 | 2. (A-Mannschaft) Horst Lohr (MZ ETS 250) Bernd Seyfert (MZ ETS 250) Klaus Teuchert (MZ ETS 250) Bernd Uhlmann (MZ ETS 350)                          |
| 1968                    | 1. Andreas Brandl (Zündapp 50) Heinz Brinkmann (Zündapp 75) Siegfried Gienger (Zündapp 100) Dieter Kramer (Zündapp 125) Volker Kramer (Zündapp 50) Lorenz Specht (Zündapp 100)           | 8. (B-Mannschaft) Wilfried Behrens (Jawa 246) Heino Büse (Maico 247) Lorenz Müller (Maico 354) Hans Trinkner (Zündapp 74)                                  | 4. Peter Uhlig (MZ ETS 175) Hans Weber (MZ ETS 250) Klaus Halser (MZ ETS 250) Karlheinz Wagner (MZ ETS 350) Fred Willamowski (MZ ETS 350) Werner Salevsky (MZ ETS 360)                 | 7. (B-Mannschaft) Ewald Schneidewind (Simson 49) Lothar Schünemann (Simson 73) Dieter Salevsky (Simson 73) Rolf Uhlig (Simson 73)                    |
| 1969                    | 7. Andreas Brandl (Zündapp 50) Heinz Brinkmann (Zündapp 50) Siegfried Gienger (Zündapp 100) Dieter Kramer (Zündapp 125) Volker Kramer (Zündapp 75) Lorenz Specht (Zündapp 100)           | 1. (A-Mannschaft) Helmut Beranek (Zündapp 125) Norbert Gabler (Puch 175) Hans Trinkner (Zündapp 75) Rolf Witthöft (Puch 125)                               | 1. Peter Uhlig (MZ ETS 175) Werner Salevsky (MZ ETS 250) Karlheinz Wagner (MZ ETS 350) Klaus Teuchert (MZ ETS 350) Klaus Halser (MZ ETS 250) Fred Willamowski (MZ ETS 500)             | 13. (A-Mannschaft) Rudolf Jenak (Simson GS 50) Ewald Schneidewind (Simson GS 75) Lothar Schünemann (Simson GS 75) Dieter Salevsky (Simson GS 75)     |
| 1969                    | 7. Andreas Brandl (Zündapp 50) Heinz Brinkmann (Zündapp 50) Siegfried Gienger (Zündapp 100) Dieter Kramer (Zündapp 125) Volker Kramer (Zündapp 75) Lorenz Specht (Zündapp 100)           | 2. (B-Mannschaft) Erwin Schmider (Neckermann Jawa 500) Wilfried Behrends (Maico 350) Leo Zeller (Maico 250) Lorenz Müller (Maico 500)                      | 1. Peter Uhlig (MZ ETS 175) Werner Salevsky (MZ ETS 250) Karlheinz Wagner (MZ ETS 350) Klaus Teuchert (MZ ETS 350) Klaus Halser (MZ ETS 250) Fred Willamowski (MZ ETS 500)             | 7. (B-Mannschaft) Horst Lohr (MZ ETS 350) Manfred Jäger (MZ ETS 250) Erwin Sauer (MZ ETS 250) Günter Schulze (MZ ETS 250)                            |
| 1970                    | 2. Heinz Brinkmann (Zündapp 50) Hans Trinkner (Zündapp 75) Andreas Brandl (Zündapp 75) Lorenz Specht (Zündapp 100) Rolf Witthöft (Zündapp 125) Erwin Schmider (Zündapp 175)              | 11. (A-Mannschaft) Helmut Beranek (Zündapp 100) Karl Reichel (Hercules 100) Hans Wagner (Hercules 100) Josef Wolfgruber (Zündapp 100)                      | 11. Peter Uhlig (MZ 350) Werner Salevsky (MZ 250) Klaus Halser (MZ 250) Fred Willamowski (MZ 360) Klaus Teuchert (MZ 350) Karlheinz Wagner (MZ 360)                                    | 2. (A-Mannschaft) Rudolf Jenak (Simson 75) Ewald Schneidewind (Simson 75) Lothar Schünemann (Simson 75) Dieter Salevsky (Simson 75)                  |
| 1970                    | 2. Heinz Brinkmann (Zündapp 50) Hans Trinkner (Zündapp 75) Andreas Brandl (Zündapp 75) Lorenz Specht (Zündapp 100) Rolf Witthöft (Zündapp 125) Erwin Schmider (Zündapp 175)              | 6. (B-Mannschaft) Reiner Herbertz (Maico 250) Wilfried Behrends (Maico 250) Leo Zeller (Maico 250) Lorenz Müller (Maico 250)                               | 11. Peter Uhlig (MZ 350) Werner Salevsky (MZ 250) Klaus Halser (MZ 250) Fred Willamowski (MZ 360) Klaus Teuchert (MZ 350) Karlheinz Wagner (MZ 360)                                    | 7. (B-Mannschaft) Joachim Kempter (MZ 250) Manfred Jäger (MZ 250) Frank Schubert (MZ 250) Kurt Seidel (MZ 250)                                       |
| 1971                    | 2. Josef Wolfgruber (Zündapp 50) Helmuth Beranek (Zündapp 100) Andreas Brandl (Zündapp 75) Lorenz Specht (Zündapp 100) Rolf Witthöft (Zündapp 125) Erwin Schmider (Zündapp 175)          | 3. (A-Mannschaft) Wilfried Behrends (Puch 175) Lorenz Müller (Puch 175) Hans Wagner (Puch 175) Leo Zeller (Puch 175)                                       | 3. Werner Salevsky (MZ 250) Klaus Halser (MZ 250) Frank Schubert (MZ 250) Klaus Teuchert (MZ 350) Fred Willamowski (MZ 400) Joachim Kempter (MZ 400)                                   | 8. (A-Mannschaft) Rudolf Jenak (Simson 75) Ewald Schneidewind (Simson 75) Lothar Schünemann (Simson 75) Gerhard Haatz (Simson 75)                    |
| 1971                    | 2. Josef Wolfgruber (Zündapp 50) Helmuth Beranek (Zündapp 100) Andreas Brandl (Zündapp 75) Lorenz Specht (Zündapp 100) Rolf Witthöft (Zündapp 125) Erwin Schmider (Zündapp 175)          | 13. (B-Mannschaft) Heinz Brinkmann (Hercules 100) Heino Büse (Hercules 100) Karl Reichel (Hercules 100) Toni Stöcklmeier (Hercules 100)                    | 3. Werner Salevsky (MZ 250) Klaus Halser (MZ 250) Frank Schubert (MZ 250) Klaus Teuchert (MZ 350) Fred Willamowski (MZ 400) Joachim Kempter (MZ 400)                                   | 7. (B-Mannschaft) Dieter Salevsky (MZ 350) Manfred Jäger (MZ 350) Günter Schulze (MZ 350) Kurt Seidel (MZ 350)                                       |
| 1972                    | 5. Andreas Brandl (Zündapp 75) Heinz Brinkmann (Zündapp 50) Peter Neumann (Zündapp 50) Erwin Schmider (Zündapp 175) Rolf Witthöft (Zündapp 125) Josef Wolfgruber (Zündapp 100)           | 5. (A-Mannschaft) Rolf Beppler (Hercules) Heino Büse (Hercules) Karl-Heinz Klenk (Hercules) Karl Reichel (Hercules)                                        | 2. Reinhard Fischer (MZ 250) Manfred Jäger (MZ 350) Klaus Halser (MZ 250) Fred Willamowski (MZ 500) Frank Schubert (MZ 250) Joachim Kempter (MZ 500)                                   | 19. (A-Mannschaft) Rudolf Jenak (Simson 100) Ewald Schneidewind (Simson 100) Dieter Salevsky (Simson 100) Gerhard Haatz (Simson 75)                  |
| 1972                    | 5. Andreas Brandl (Zündapp 75) Heinz Brinkmann (Zündapp 50) Peter Neumann (Zündapp 50) Erwin Schmider (Zündapp 175) Rolf Witthöft (Zündapp 125) Josef Wolfgruber (Zündapp 100)           | 11. (B-Mannschaft) Lorenz Müller (Maico) Heribert Schek (BMW) Hans Wagner (Zündapp) Leo Zeller (Maico)                                                     | 2. Reinhard Fischer (MZ 250) Manfred Jäger (MZ 350) Klaus Halser (MZ 250) Fred Willamowski (MZ 500) Frank Schubert (MZ 250) Joachim Kempter (MZ 500)                                   | 3. (B-Mannschaft) Uwe Köthe (MZ 350) Helmut Schuhmann (MZ 350) Karl-Heinz Uhlig (MZ 250) Paul Friedrichs (MZ 500)                                    |
| 1973                    | 4. Hans Wagner (Zündapp 100) Peter Neumann (Zündapp 75) Josef Wolfgruber (Zündapp 100) Reinhard Christel (Zündapp 125) Rolf Witthöft (Zündapp 125) Erwin Schmider (Zündapp 175)          | 10. (A-Mannschaft) Rolf Beppler (Zündapp 50) Jürgen Grisse (Zündapp 50) Leo Zeller (Maico 250) Karl Reichel (Hercules 100)                                 | 12. (a) Reinhard Fischer (MZ 250) Manfred Jäger (MZ 350) Klaus Halser (MZ 250) Fred Willamowski (MZ 500) Frank Schubert (MZ 250) Helmuth Schuhmann (MZ 500)                            | 24. (a) Rudolf Jenak (Simson 100) Ewald Schneidewind (Simson 75) Dieter Salevsky (Simson 100) Gerhard Haatz (Simson 75)                              |
| 1973                    | 4. Hans Wagner (Zündapp 100) Peter Neumann (Zündapp 75) Josef Wolfgruber (Zündapp 100) Reinhard Christel (Zündapp 125) Rolf Witthöft (Zündapp 125) Erwin Schmider (Zündapp 175)          | 5. (B-Mannschaft) Lorenz Müller (Maico 500) Kurt Distler (BMW 1300) Heribert Schek (BMW 1300) Kurt Tweesmann (BMW 1300)                                    | 12. (a) Reinhard Fischer (MZ 250) Manfred Jäger (MZ 350) Klaus Halser (MZ 250) Fred Willamowski (MZ 500) Frank Schubert (MZ 250) Helmuth Schuhmann (MZ 500)                            | 24. (a) Rudolf Jenak (Simson 100) Ewald Schneidewind (Simson 75) Dieter Salevsky (Simson 100) Gerhard Haatz (Simson 75)                              |
| 1974                    | A. (b) Reinhard Christel (Zündapp 125) Heinz Brinkmann (Zündapp 50) Peter Neumann (Zündapp 50) Erwin Schmider (Zündapp 100) Rolf Witthöft (Zündapp 125) Josef Wolfgruber (Zündapp 100)   | 8. (A-Mannschaft) Egbert Haas (Maico 350) Lorenz Müller (Maico 400) Leo Zeller (Maico 250) Heribert Schek (Maico 501)                                      | 6. Klaus Halser (MZ 250) Frank Schubert (MZ 250) Kurt Seidel (MZ 250) Manfred Jäger (MZ 350) Fred Willamowski (MZ 400) Uwe Köthe (MZ 350)                                              | 9. Gerhard Haatz (Simson) Dieter Salevsky (Simson 75) Ewald Schneidewind (Simson) Lothar Schünemann (Simson 75)                                      |
| 1974                    | A. (b) Reinhard Christel (Zündapp 125) Heinz Brinkmann (Zündapp 50) Peter Neumann (Zündapp 50) Erwin Schmider (Zündapp 100) Rolf Witthöft (Zündapp 125) Josef Wolfgruber (Zündapp 100)   | 10. (B-Mannschaft) Gerhard Bayer (Hercules 125) Jürgen Grisse (Hercules 100) Eddy Hau (Hercules 125) Hans Wagner (Hercules 100)                            | 6. Klaus Halser (MZ 250) Frank Schubert (MZ 250) Kurt Seidel (MZ 250) Manfred Jäger (MZ 350) Fred Willamowski (MZ 400) Uwe Köthe (MZ 350)                                              | 9. Gerhard Haatz (Simson) Dieter Salevsky (Simson 75) Ewald Schneidewind (Simson) Lothar Schünemann (Simson 75)                                      |
| 1975                    | 1. Josef Wolfgruber (Zündapp 100) Peter Neumann (Zündapp 100) Eberhard Weber (Zündapp 100) Jürgen Grisse (Zündapp 125) Rolf Witthöft (Zündapp 125) Eddy Hau (Zündapp 175)                | 2. Gerhard Bayer (Hercules 172) Reinhard Christel (Hercules 172) Lorenz Müller (Maico 386) Heribert Schek (Maico 504)                                      | keine Teilnahme | 11. Gerhard Haatz (Simson 73) Ewald Schneidewind (Simson 73) Frank Schubert (MZ ETS 246) Manfred Jäger (MZ ETS 380)                                  |
| 1976                    | 1. Josef Wolfgruber (Zündapp 100) Peter Neumann (Zündapp 100) Eberhard Weber (Zündapp 100) Jürgen Grisse (Zündapp 125) Rolf Witthöft (Zündapp 125) Eddy Hau (Zündapp 175)                | 2. Gerhard Bayer (Hercules 125) Heino Büse (KTM 350) Egbert Haas (Maico 350) Peter Hajek (Maico 350)                                                       | 3. Gerhard Haatz (Simson GS 75) Ewald Schneidewind (Simson GS 75) Steffen Mauersberger (Simson GS 75) Harald Sturm (MZ ETS 250) Frank Schubert (MZ ETS 250) Manfred Jäger (MZ ETS 500) | 6. Lothar Schünemann (Simson GS 75) Bernd Lämmel (Simson GS 100) Ulrich Fabke (MZ ETS 250) Uwe Köthe (MZ ETS 350)                                    |
| 1977                    | 3. Paul Rottler (Zündapp) Erwin Schmider (Zündapp) Harald Strößenreuther (KTM) Jürgen Grisse (Zündapp) Eddy Hau (Zündapp) Eberhard Weber (Zündapp)                                       | 4. Reinhard Christel (KTM) Egbert Haas (Maico) Peter Hajek (Maico) Hans Wagner (Hercules)                                                                  | 2. Harald Sturm (MZ) Ulrich Fabke (MZ) Uwe Köthe (MZ) Jürgen Meusel (MZ) Frank Schubert (MZ) Manfred Jäger (MZ)                                                                        | 2. Gerhard Haatz (Simson) Steffen Mauersberger (Simson) Ewald Schneidewind (Simson) Bernd Lämmel (Simson)                                            |
| 1978                    | 8. Jürgen Grisse (Zündapp 125) Rainer Grisse (Zündapp 100) Eddy Hau (Zündapp 100) Klaus-Bernd Kreutz (Zündapp 175) Erwin Schmider (Zündapp 100) Eberhard Weber (Zündapp 125)             | 5. Reinhard Christel (KTM 250) Paul Rottler (KTM 500) Richard Spitznagel (KTM 175) Harald Strößenreuther (KTM 125)                                         | 2. Harald Sturm (MZ 250) Jens Scheffler (MZ 250) Uwe Köthe (MZ 500) Jürgen Meusel (MZ 250) Frank Schubert (MZ 350) Manfred Jäger (MZ 750)                                              | 14. Rolf Hübler (Simson 100) Steffen Mauersberger (Simson 75) Ewald Schneidewind (Simson 75) Bernd Lämmel (Simson 100)                               |
| 1979                    | 2. Erwin Schmider (Zündapp 100) Jürgen Grisse (Zündapp 100) Eddy Hau (Zündapp 100) Klaus-Bernd Kreutz (Zündapp 175) Heino Büse (Maico 750) Werner Schütz (Maico 500)                     | 3. Reinhard Christel (KTM 350) Paul Rottler (KTM 250) Richard Spitznagel (KTM 175) Harald Strößenreuther (KTM 125)                                         | 4. Harald Sturm (MZ 350) Jens Scheffler (MZ 500) Uwe Köthe (MZ 500) Ulrich Fabke (MZ 350) Frank Schubert (MZ 250) Manfred Jäger (MZ 750)                                               | 2. Rolf Hübler (Simson 100) Steffen Mauersberger (Simson 75) Jochen Schützler (MZ 350) Bernd Lämmel (Simson 100)                                     |
| 1980                    | 6. Heino Büse (Maico 750) Jürgen Grisse (Zündapp 80) Eddy Hau (Zündapp 100) Klaus-Bernd Kreutz (Zündapp 175) Richard Spitznagel (KTM 175) Harald Strößenreuther (KTM 125)                | 1. Arnulf Teuchert (Zündapp 100) Bert von Zitzewitz (Maico 250) Reinhard Christel (KTM 350) Rolf Witthöft (BMW 800)                                        | 6. Rolf Hübler (Simson 100) Bernd Lämmel (Simson 100) Jens Scheffler (MZ 750) Frank Schubert (MZ 250) Jochen Schützler (MZ 350) Harald Sturm (MZ 350)                                  | 4. Horst Geißenhöner (Simson 75) Steffen Mauersberger (Simson 100) Manfred Jäger (MZ 750) Reinhard Klädtke (MZ 250)                                  |
| 1981                    | 2. Heino Büse (Maico 500) Jürgen Grisse (Zündapp 80) Hans-Werner Pohl (Honda 501) Klaus-Bernd Kreutz (Zündapp 175) Arnulf Teuchert (Hercules 80) Bert von Zitzewitz (Maico 250)          | 2. Bernhard Brinkmann (KTM 125) Walter Pohlenz (KTM 500) Richard Spitznagel (KTM 250) Harald Strößenreuther (KTM 125)                                      | 3. Horst Geißenhöner (Simson 80) Bernd Lämmel (Simson 80) Steffen Mauersberger (Simson 80) Rolf Hübler (Simson 175) Reinhard Klädtke (MZ 250) Manfred Jäger (MZ 500)                   | 13. Harald Sturm (MZ 250) Frank Schubert (MZ 250) Jens Scheffler (MZ 350) Jochen Schützler (MZ 350)                                                  |
| 1982                    | 6. Heino Büse (Maico) Jürgen Grisse (Zündapp) Eddy Hau (Yamaha) Klaus-Bernd Kreutz (Zündapp) Arnulf Teuchert (Hercules) Bert von Zitzewitz (Maico)                                       | 9. Bernhard Brinkmann (KTM) Reemy Janssen (KTM) Richard Spitznagel (KTM) Harald Strößenreuther (KTM)                                                       | 4. Rolf Hübler (Simson 125) Bernd Lämmel (Simson 175) Harald Sturm (MZ 250) Frank Schubert (MZ 250) Jens Scheffler (MZ 500) Jochen Schützler (MZ 500)                                  | 1. Horst Geißenhöner (Simson 80) Steffen Mauersberger (Simson 125) Reinhard Klädtke (MZ 250) Uwe Weber (MZ 250)                                      |
| 1983                    | 9. Harald Strößenreuther (KTM 125) Richard Schalber (KTM +500 4T) Jürgen Grisse (KTM 125) Manfred Rossel (KTM 500) Richard Spitznagel (KTM 250) Fritz Witzel (KTM +500 4T)               | 13. Bernhard Brinkmann (Kawasaki 80) Eddy Hau (Yamaha +500 4T) Arnulf Teuchert (Hercules 80) Joachim Sauer (Honda 125)                                     | 7. Horst Geißenhöner (Simson 80) Rolf Hübler (Simson 123) Jens Scheffler (MZ 350) Frank Schubert (MZ 248) Jochen Schützler (MZ 350) Harald Sturm (MZ 248)                              | 7. Andreas Cyffka (MZ 350) Bernd Lämmel (Simson 123) Reinhard Klädtke (MZ 248) Uwe Weber (MZ 248)                                                    |
| 1984                    | 7. Harald Strößenreuther (KTM 500) Richard Schalber (KTM 500 4T) Walter Pohlenz (KTM 500) Manfred Rossel (KTM 250) Richard Spitznagel (KTM 250) Joachim Sauer (KTM 125)                  | 16. Bernhard Brinkmann (Kawasaki 80) Holger Herbertz (KTM 125) Reemy Janssen (Kawasaki 500 4T) Detlef Behrends (Husqvarna 500)                             | 3. Rolf Hübler (Simson 125) Harald Sturm (MZ 250) Jens Scheffler (MZ 360) Horst Geißenhöner (Simson 80) Uwe Weber (MZ 250) Jochen Schützler (MZ 360)                                   | 1. Reinhard Klädtke (MZ 250) Jens Thalmann (Simson 80) Bernd Lämmel (Simson 125) Andreas Cyffka (MZ 360)                                             |
| 1985                    | 13. Bernhard Brinkmann (Kawasaki 80) Reemy Janssen (Kawasaki 500 4T) Detlef Behrends (Husqvarna 500) Bernd Theuring (KTM 250) Ulrich Wrobel (Heos-Yamaha 500 4T) Joachim Sauer (KTM 125) | ab 1985: Junior World Trophy | 3. Rolf Hübler (Simson 125) Harald Sturm (MZ 250) Jens Thalmann (Simson 80) Reinhard Klädtke (MZ 500) Uwe Weber (MZ 250) Jochen Schützler (MZ 500)                                     | ab 1985: Junior World Trophy |
| 1985                    | 13. Bernhard Brinkmann (Kawasaki 80) Reemy Janssen (Kawasaki 500 4T) Detlef Behrends (Husqvarna 500) Bernd Theuring (KTM 250) Ulrich Wrobel (Heos-Yamaha 500 4T) Joachim Sauer (KTM 125) | 10. Karl-Heinz Holz (KTM 125) Stefan Bernard (Kawasaki 125) Holger Herbertz (Maico 500) Andreas Holz (KTM 500)                                             | 3. Rolf Hübler (Simson 125) Harald Sturm (MZ 250) Jens Thalmann (Simson 80) Reinhard Klädtke (MZ 500) Uwe Weber (MZ 250) Jochen Schützler (MZ 500)                                     | 1. Andreas Cyffka (MZ 500) Mike Heydenreich (MZ 250) Jens Grüner (MZ 250) Udo Grellmann (MZ 500)                                                     |
| 1986                    | 4. Harald Strößenreuther (KTM 500) Reemy Janssen (KTM 250) Manfred Rossel (KTM 500) Bernd Theuring (KTM 250) Richard Spitznagel (KTM +500 4T) Joachim Sauer (KTM 125)                    | 6. Stefan Bernard (KTM 250) Andreas Holz (Honda 500) Holger Herbertz (Maico 500) Hans-Friedrich Fischer (Honda 125)                                        | 5. Jens Thalmann (Simson 80) Rolf Hübler (Simson 125) Harald Sturm (MZ 250) Uwe Weber (MZ250) Jens Scheffler (MZ 500) Reinhard Klädtke (MZ 500)                                        | 2. Andreas Cyffka (MZ 500) Mike Heydenreich (MZ 250) Jens Grüner (MZ 250) Udo Grellmann (MZ 500)                                                     |
| 1987                    | 13. Jürgen Mayer (KTM 250) Reemy Janssen (KTM 250) Bert von Zitzewitz (KTM 500) Bernd Theuring (KTM 500) Richard Spitznagel (KTM +500 4T) Joachim Sauer (KTM 350 4T)                     | 13. Dirk von Zitzewitz (Honda 250) Stefan Bernard (KTM 125) Holger Herbertz (KTM 250) Andreas Holz (Honda 250)                                             | 1. Jens Thalmann (Simson 80) Reinhard Klädtke (Simson 125) Uwe Weber (MZ 250) Harald Sturm (MZ 250) Jens Scheffler (MZ 500) Jens Grüner (MZ 500)                                       | 1. Mike Heydenreich (MZ 250) Udo Grellmann (MZ 500) Thomas Bieberbach (Simson 80) Danielo Pörschke (Simson 125)                                      |
| 1988                    | 7. Armin Sponsel (Husqvarna 125) Stefan Bernard (KTM 125) Manfred Straubel (Yamaha 350) Bernd Theuring (KTM 250) Herbert Wagner (TM 80) Richard Schalber (Husqvarna +500 4T)             | 3. Erich Schoder (Husqvarna 500) Andreas Kling (Cagiva 250) Karl-Heinz Holz (Husqvarna +500 4T) Bertram Heydenreich (Husqvarna +500 4T)                    | 16. Thomas Bieberbach (Simson 80) Reinhard Klädtke (Simson 125) Uwe Weber (MZ 250) Harald Sturm (MZ 250) Jens Scheffler (MZ 500) Andreas Cyffka (MZ 500)                               | 4. Mike Heydenreich (MZ 250) Udo Grellmann (MZ 500) Jens Grüner (MZ 500) Danielo Pörschke (Simson 125)                                               |
| 1989                    | 3. Armin Sponsel (KTM 125) Harald Strößenreuther (KTM 125) Bert von Zitzewitz (KTM 250) Bernd Theuring (KTM 250) Richard Spitznagel (KTM +500 4T) Joachim Sauer (KTM +500 4T)            | 2. Dirk von Zitzewitz (KTM 250) Stefan Bernard (Honda 125) Andreas Kling (Cagiva 250) Karl-Heinz Holz (Husqvarna +500 4T)                                  | 5. Thomas Bieberbach (Simson 80) Uwe Weber (MZ 250) Jens Grüner (MZ 500) Mike Kallenbach (Simson 125) Jens Scheffler (MZ 500) Harald Sturm (MZ 500)                                    | 4. Mario Kern (Simson 80) Danilo Pörschke (Simson 80) Udo Grellmann (MZ 500) Frank Lohse (MZ 500)                                                    |
| 1990                    | 4. Bert von Zitzewitz (KTM +500 4T) Armin Sponsel (KTM 125) Andreas Cyffka (Husqvarna +500 4T) Jens Scheffler (Suzuki 350 4T) Harald Sturm (KTM 250) Uwe Weber (KTM 500)                 | 2. Karl-Heinz Holz (Husqvarna 350 4T) Kai-Armin Pfefferle (Husqvarna 250) Johannes Steinel (KTM 125) Dirk von Zitzewitz (Suzuki 250)                       | 6. Thomas Bieberbach (Simson 80) Danilo Pörschke (Simson 80) Mike Kallenbach (Simson 125) Mike Sydow (MZ 250) Thomas Mehnert (MZ 250) Frank Lohse (MZ 500)                             | keine Teilnahme |

## 1991–2006
| Jahr | World Trophy | Junior World Trophy |
| ---- | --- | --- |
| 1991 | 2. Armin Sponsel (KTM 125) Uwe Weber (KTM 250) Bert von Zitzewitz (KTM +500 4T) Stefan Bernard (Husaberg 350 4T) Karl-Heinz Holz (Husqvarna 350 4T) Dirk von Zitzewitz (Suzuki 250)            | 7. Jörg Teuchert (Yamaha 125) Patrick Heß (KTM 125) Matthias Ebert (KTM 125) Dirk Thelen (Husqvarna 250)                   |
| 1992 | 13. Armin Sponsel (KTM 250) Uwe Weber (KTM 350 4T) Kai-Armin Pfefferle (Suzuki 500) Stefan Bernard (Husqvarna 350 4T) Karl-Heinz Holz (Husqvarna 500 4T) Bert von Zitzewitz (KTM +500 4T)      | 9. Jörg Eblinghaus (Husqvarna 350 4T) Patrick Heß (KTM 125) Ralf Zolles (TM 80) Michael Singler (KTM 250)                  |
| 1993 | 6. Kai-Armin Pfefferle (Suzuki 500) Jörn Wagner (KTM 500) Bert von Zitzewitz (KTM 1300) Dirk von Zitzewitz (KTM 250) Johannes Steinel (KTM 125) Thomas Börsch (KTM 250)                        | 8. Nico Klaus (Husqvarna 125) Patrick Heß (KTM 125) Dieter Weigl (KTM 125) Michael Singler (KTM 500)                       |
| 1994 | 4. Kai-Armin Pfefferle (KTM 175) Herbert Wagner (Suzuki 125) Norbert Lichtenberg (Husqvarna 125) Dirk von Zitzewitz (KTM 1300 4T) Johannes Steinel (KTM 125) Karl-Heinz Holz (Husaberg 350 4T) | 4. Nico Klaus (Husqvarna 350 4T) Thomas Aiple (Suzuki 125) Dieter Weigl (KTM 125) Kay Awe (Husqvarna 125)                  |
| 1995 | 5. Kai-Armin Pfefferle (KTM 350 4T) Nico Klaus (Husqvarna 350 4T) Wolfgang Koch (Husqvarna 500) Dirk von Zitzewitz (KTM 500) Johannes Steinel (KTM 125) Karl-Heinz Holz (Husaberg 350 4T)      | 10. Gunnar Junge (Husqvarna 125) Thomas Aiple (Suzuki 125) Dieter Weigl (KTM 125) Manfred Wagner (Husqvarna 175)           |
| 1996 | 9. Dieter Weigl (KTM 125) Nico Klaus (KTM 400) Wolfgang Koch (Husqvarna 500) Kay Awe (Husqvarna 400) Karl-Heinz Holz (KTM 400) Dirk von Zitzewitz (KTM 500)                                    | keine Teilnahme |
| 1997 | 8. Lars Nonn (KTM 125) Nico Klaus (KTM 400 4T) Wolfgang Koch (Husqvarna +500 4T) Johannes Steinel (KTM 125) Stefan Heinze (Husqvarna +500 4T) Dirk von Zitzewitz (KTM 400 4T)                  | 6. Karsten Wills (KTM 400 4T) Marko Barthel (Husqvarna 125) Dieter Weigl (KTM 125) Marco Langbein (Husqvarna 400 4T)       |
| 1998 | 14. Lars Nonn (KTM) Nico Klaus (KTM) Wolfgang Koch (Husqvarna) Kay Awe (Husqvarna) Stefan Heinze (Husqvarna) Karsten Wills (Husaberg)                                                          | 9. Karsten Richter (Husqvarna) Marko Barthel (Husqvarna) Sebastian Wolter (KTM) Marco Langbein (Husqvarna)                 |
| 1999 | 8. Dirk Schumann (Husqvarna 125) Dirk Sauer (Husqvarna 250) Arne Domeyer (KTM 400) Udo Grellmann (KTM 400) Karsten Wills (Husaberg 500) Dirk von Zitzewitz (KTM)                               | 7. David Trinks (Husqvarna 125) Marko Barthel (Husqvarna 250) Rüdiger Bachmann (Husqvarna 250) Christoph Seifert (KTM 400) |
| 2000 | 12. Lars Nonn (KTM 125) Nico Klaus (Husqvarna 500 4T) Arne Domeyer (KTM 400 4T) Thomas Ramsbacher (Suzuki 400 4T) Karsten Wills (Husaberg 500 4T) Dirk von Zitzewitz (Suzuki 400 4T)           | 5. Sascha Eckert (KTM 250) Rüdiger Bachmann (KTM) Sven Kiedrowski (KTM 500 4T) Christoph Seifert (KTM 500 4T)              |
| 2001 | 7. Mirko Knorr (Husqvarna) Nico Klaus (KTM) Arne Domeyer (KTM) Christoph Seifert (KTM) Sascha Eckert (KTM) Marko Barthel (KTM)                                                                 | 6. Stefan Geyer (Husqvarna) Swen Enderlein (KTM) Rüdiger Bachmann (Husqvarna) Ralf Scheidhauer (Husqvarna)                 |
| 2002 | 18. Mirko Knorr (Husqvarna 175) Swen Enderlein (KTM 175) Rüdiger Bachmann (Husqvarna 250) Thomas Ramsbacher (Suzuki 400 4T) Karsten Wills (Husaberg 500 4T) Patrick Heß (Yamaha 250)           | 4. Stefan Geyer (Husqvarna 125) Maik Fleischer (KTM 175) Marcus Kehr (Husqvarna 125) Ralf Scheidhauer (Husqvarna 500 4T)   |
| 2003 | 6. Arne Domeyer (KTM 124) Swen Enderlein (KTM 300) Dirk Peter (KTM 124) Christoph Seifert (KTM 525) Sascha Eckert (KTM 250) Marko Barthel (KTM 124)                                            | 4. Mike Hartmann (KTM 124) Marco Straubel (KTM 450) Marcus Kehr (KTM 125) Stefan Hau (KTM 249)                             |
| 2004 | 21. André Decker (KTM) Swen Enderlein (KTM) Stefan Hau (KTM) Tobias Auerswald (Husqvarna) Sascha Eckert (Husqvarna) Bert Meyer (KTM)                                                           | 13. Mike Hartmann (KTM) Marco Straubel (KTM) Marcus Kehr (KTM) Ralf Scheidhauer (KTM)                                      |
| 2005 | 13. André Decker (KTM) Sven Brettschneider (Husqvarna) Dirk Peter (KTM) Marcus Kehr (KTM) Sebastian Pauly (KTM) Bert Meyer (KTM)                                                               | keine Teilnahme |
| 2006 | 11. Mark Risse (GasGas 250) Ralf Dennenmoser (Beta 510) Udo Grellmann (Beta 510) André Decker (KTM 300) Dirk Peter (KTM 125) Stefan Geyer (Suzuki 450)                                         | 4. Marcus Kehr (KTM 510) Bert Meyer (KTM 510) Mike Hartmann (KTM 250) Andreas Beier (KTM 250)                              |

## Seit 2007
| Jahr | World Trophy | Junior World Trophy                                                                                | Women’s World Trophy                                                                               |
| ---- | --- | -------------------------------------------------------------------------------------------------- | -------------------------------------------------------------------------------------------------- |
| 2007 | 7. Dirk Peter (KTM) Bert Meyer (Honda 489) Mike Hartmann (KTM) Marcus Kehr (KTM 300) Arne Domeyer (KTM 250) Marco Straubel (KTM 450)               | 13. Andreas Beier (KTM) Jörg Haustein (KTM) Edward Hübner (KTM 125) Derrick Görner (KTM 450)       | 4. Heike Petrick (KTM 250) Jessica Bendler Marion Langenbach                                       |
| 2008 | 8. Mike Hartmann (KTM) Stefan Hau (Husqvarna) Marcus Kehr (KTM) Marco Straubel (KTM) Ralf Scheidhauer (KTM) Christoph Seifert (KTM)                | 6. Andreas Beier (KTM) Jörg Haustein (KTM) Edward Hübner (KTM) Derrick Görner (KTM)                | 4. Heike Petrick (KTM) Martina Singer (KTM) Christina Steinkrauss (GasGas)                         |
| 2009 | 10. Otto Freund (KTM) Marco Straubel (KTM) Stefan Geyer (KTM) Jens Pester (Honda) Marcus Kehr (KTM) Derrick Görner (Husaberg)                      | 7. Sepp Wiegand (KTM) Edward Hübner (KTM) Marco Neubert (KTM) Nick Emmrich (KTM)                   | keine Teilnahme                                                                                    |
| 2010 | 8. Stefan Liebl (KTM) Arne Weidemann (Husqvarna) Derrick Görner (Husaberg) Gerd Pfefferkorn (KTM) Otto Freund (KTM) Stefan Hau (Suzuki)            | 7. Bert Meyer (Honda) Bruno Wächtler (KTM) Nick Emmrich (KTM) Edward Hübner (KTM)                  | 5. Nina Oppenländer (Beta) Heike Petrick (KTM)                                                     |
| 2011 | 6. Jörg Haustein (KTM) Daniel Jud (Husaberg) Dennis Schröter (Husqvarna) Ralf Scheidhauer (Beta) Otto Freund (KTM) Gerd Pfefferkorn (KTM)          | 10. Tilman Krause (KTM) Bruno Wächtler (KTM) Benjamin Liebl (KTM) Marcus Drenske (KTM)             | keine Teilnahme                                                                                    |
| 2012 | 9. Dennis Schröter (Husqvarna) Edward Hübner (Yamaha) Marco Neubert (KTM) Christian Weiß (Husqvarna) Derrick Görner (Husaberg) Marcus Kehr (KTM)   | 10. Bruno Wächtler (KTM) Davide von Zitzewitz (KTM) Nick Emmrich (KTM) Arne Weidemann (KTM)        | 2. Heike Petrick (KTM) Nina Oppenländer (Husaberg) Sabrina Kauke (KTM)                             |
| 2013 | 14. Thomas Wolter (Husaberg) André Engelmann (Husaberg) André Decker (KTM) Gerhard Forster (Beta) Thomas Decker (KTM) Maik Gruhne (KTM)            | 15. Kevin Albrecht (Honda) Joscha Wiefel (Yamaha) Lukas Reichstein (Husaberg) Robin Häussler (KTM) | keine Teilnahme                                                                                    |
| 2014 | 4. Marcus Kehr (Sherco) Edward Hübner (KTM) Dennis Schröter (Husqvarna) Derrick Görner (Husqvarna) Marco Neubert (Yamaha) Nick Emmrich (Husqvarna) | 4. Davide von Zitzewitz (KTM) Bruno Wächtler (KTM) Tilman Krause (Beta) Pascal Springmann (Beta)   | keine Teilnahme                                                                                    |
| 2015 | 4. Edward Hübner (KTM) Nico Rambow (KTM) Mark Risse (Beta) Jan Schäfer (KTM) Davide von Zitzewitz (KTM) Christian Weiss (KTM)                      | 11. Nico Busch (KTM) Bruno Wächtler (KTM) Paul Rossbach (KTM) Yanik Spachmüller (KTM)              | keine Teilnahme                                                                                    |
| 2016 | 15. Timan Krause (KTM) Davide von Zitzewitz (KTM) Paul Rossbach (KTM) Mark Risse (KTM)                                                             | 15. Yanik Spachmüller (KTM) Jan Allers (KTM) Lukas Streichsbier (Husqvarna)                        | 3. Heike Petrick (KTM) Maria Franke (KTM) Vanessa Danz (KTM)                                       |
| 2017 | keine Teilnahme | 9. Yanik Spachmüller (KTM) Jan Allers (KTM) Robert Riedel (KTM)                                    | keine Teilnahme                                                                                    |
| 2018 | 10. Davide von Zitzewitz (KTM) Edward Hübner (KTM) Robert Riedel (KTM) Björn Feldt (KTM)                                                           | 7. Yanik Spachmüller (KTM) Jan Allers (KTM) Tim Apolle (KTM)                                       | 9. Nadine Maier (Husqvarna) Tanja Schlosser (KTM) Selina Schittenhelm (GasGas)                     |
| 2019 | 7. Angus Heidicke (KTM) Edward Hübner (KTM) Robert Riedel (KTM) Björn Feldt (KTM)                                                                  | 14. Yanik Spachmüller (KTM) Jan Allers (KTM) Mike Kunzelmann (KTM)                                 | 2. Anne Borchers (Suzuki) Maria Franke (KTM) Selina Schittenhelm (KTM)                             |
| 2021 | 10. Davide von Zitzewitz (KTM) Edward Hübner (KTM) Yanik Spachmüller (GasGas) Tim Apolle (Beta)                                                    | 8. Florian Görner (KTM) Oskar Wolff (Husqvarna) Felix Hail (KTM)                                   | 6. Tanja Schlosser (Beta) Samantha Buhmann (Beta) Stefanie Sonnenberg (Beta)                       |
| 2022 | 9. Philipp Müller (Beta) Paul Roßbach (Beta) Yanik Spachmüller (GasGas) Florian Görner (KTM)                                                       | 12. Pascal Sadecki (Fantic) Luca Wiesinger (Sherco) Karl Weigelt (KTM)                             | 7. Tanja Schlosser (Beta) Samantha Buhmann (Beta) Anne Borchers (Fantic)                           |
| 2023 | keine Teilnahme | 6. Maximilian Wills (Husqvarna) Felix Melnikoff (KTM) Florian Görner (KTM)                         | 6. Maria Franke (KTM) Tanja Schlosser (Beta) Samantha Buhmann (Beta)                               |
| 2024 | 12. Lane Heims (GasGas 249 2T) Phillip Müller (Beta 349 4T) Yanik Spachmüller (GasGas 249 4T) Milan Schmüser (Sherco 300 4T)                       | 11. Felix Melnikoff (KTM 249 2T) Fynn Hannemann (Beta 249 2T) Leonard Koch (Husqvarna 449 4T)      | 9. Laura Soller (Husqvarna 349 4T) Samantha Buhmann (Beta 193 2T) Celine Heistermann (Beta 200 2T) |